# Terzan 6
Terzan 6 (Ter 6) – gromada kulista znajdująca się w odległości około 22 200 lat świetlnych od Ziemi w kierunku konstelacji Skorpiona. Została odkryta w 1968 roku przez Agopa Terzana.
Terzan 6 znajduje się 4200 lat świetlnych od jądra Drogi Mlecznej.